# サツマハオリムシ
サツマハオリムシ（Lamellibrachia satsuma）は、鹿児島湾などに生息するハオリムシ(いわゆる「チューブワーム」)の一種。

## 特徴

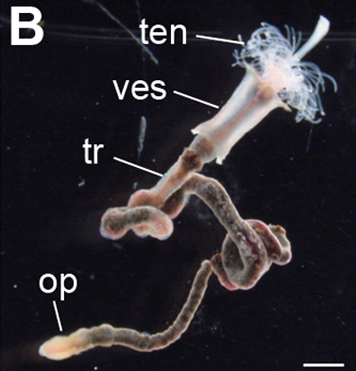
棲管から取り出されたサツマハオリムシ。

体の大部分を棲管と呼ばれる管に入れ、鰓のみを外に出して生活している。先端には、体を棲菅に引き込んだときに蓋として働く部位がある。鰓は、毛細血管の通った糸が集まったシート状の構造で、およそ20対ある。根元側にはラメラーシートと呼ばれる他よりも大きいシートが4枚あり、これは呼吸に加えて先端部を保護する機能も持つと推測されている。鰓に続く2センチメートルほどの部位はハオリと呼ばれる筋肉質の胸部で、棲菅の材料となる分泌物を塗り付けて管を成長させたり、体を管に固定したりする役割を持つ。ハオリ部背面には溝があり、生殖細胞を棲菅の外に放出する経路となる。この溝の周囲の形態と色彩が雌雄で異なり、雄では白く、溝の両側が盛り上がって管のようになるが、雌では平らで茶色である。サツマハオリムシは他種に比べて、ハオリ部が相対的に短い。
栄養体部と呼ばれる部位（胴体）が体の大部分を占めている。その内部には栄養体と呼ばれる黒色の細胞塊が詰まっており、硫化水素を利用する硫黄細菌が細胞内共生をしている。消化管を持たず、後述するようにこの硫黄細菌から得られる有機物に依存して生きている。また胴体の前側（ハオリに近い側）には精巣または卵巣を持つ。背側と腹側に各1本の血管が走るが、背側の血管はハオリ部で太くなり、心臓となる。
体の後端は短い尾部であり、30以上の環節（体節）に分かれ、剛毛が生えている。尾部は棲菅の後部を作り、修復する。尾部は採集時に切れてしまうことが多い。
棲管は最大で太さ8ミリメートルに達し、長さは50-100センチメートル程度が多いが、2メートルを超えることもある。群生し、高さ5メートル、直径10メートルを超える巨大なコロニーを作ることもある。野外で計測された成長速度からの計算によって、100年以上生きると推測されている。

## 分布
初めて発見された鹿児島湾の湧水域（現地の漁師は「たぎり」と呼ぶ、水深80-130メートル）のほか、南海トラフの湧水域、北マリアナ諸島近海の熱水噴出域でも確認されている。生息水深は80-430メートル。サツマハオリムシは、ハオリムシ類の中では最も浅い海に生息する。

## 栄養
前述するようにサツマハオリムシの栄養体内には硫黄酸化細菌が共生し、硫化水素の化学エネルギーを利用して水と二酸化炭素などから糖やアミノ酸といった有機物を合成している。
鹿児島湾では、硫化水素を含む火山性ガスの噴出する場所にサツマハオリムシが生息している。しかし、サツマハオリムシの体内に含まれる硫黄の安定同位体比は、火山性ガスよりも海底の泥に生息する硫酸還元菌が合成する硫化水素に近い。したがって、主な硫化水素源は火山性ガスよりもむしろこれらの細菌が合成するものであると考えられる。火山性ガスは、直接に利用されることに加えて、硝酸還元菌に適した環境をもたらすことで本種の生存に寄与していると考えられている。
硫黄酸化細菌に供給する硫化水素は、酸素などの物質とともに、鰓からハオリムシの体内に取り込まれ、栄養体部に運ばれる。ハオリムシの血液は赤く、酸素だけでなく硫化水素とも結合できる巨大ヘモグロビンを含んでいる。棲菅の後端は一部が薄くなっており、鰓だけでなくそこから泥のなかの硫化水素を取り込んでいる可能性もある。

## 繁殖と発生
雌雄異体で体内受精。雄が約100の精子が束になった精子束を海水中に放出し、雌の卵巣から出た未受精卵に接合する。受精卵は雌の貯卵嚢に保持され、その後放卵が起こる。受精卵は卵径約0.1ミリメートルで、ゴカイ類に似たトロコフォア幼生を経て、カンザシゴカイ類と共通するネクトキータ幼生までの発生過程が観察されている。他の環形動物の幼生と異なり、口や消化管は形成されない。

## 他の生物との関係
サツマハオリムシのコロニーにはタギリカクレエビが群れで棲み、しばしば同時に採集される。また生息地周辺の泥に生息するタギリキヌタレガイが、本種の根元に付着した泥から発見されることもある。棲管の表面にはアマクサクラゲのポリプが生息することが観察されている。このクラゲのポリプが自然界で発見されているのは2013年時点でこれだけである。

## 系統と分類
かつてハオリムシ類は、ヒゲムシ類とともに有鬚動物門に分類されていた。しかし分子系統解析の結果環形動物の多毛類に含まれることが明らかになり、近縁なホネクイハナムシ類とともにシボグリヌム科に分類されている。
サツマハオリムシ属は他のハオリムシ類とは区別される単系統群であり、相模湾に生息するサガミハオリムシなど少なくとも6種の未記載種が示唆されている。このうち、サガミハオリムシは2015年に Lamellibrachia sagami Kobayashi Miura & Kojimaとして新種記載された。

## 発見までの経緯
1973年、鹿児島湾で水銀で汚染された魚が発見された。火山性ガスの噴出する「たぎり」がその原因と目されたことから、1977年に有人潜水艇「はくよう」による鹿児島湾の調査が行われた。このときに、不鮮明ながら海底に群生する様子が偶然に撮影され、採集もされた。しかしこのときにはハオリムシ類とは認識されず、専門家に問い合わせられることもないまま、標本も保存されなかった。その際の写真が生物学者の目に留まり、1990年から海洋科学技術センター（のちの海洋研究開発機構）による再調査が始まった。しかし、1977年の調査地点のうち水深200メートルの場所からは見つからず、より浅い調査地点は海上自衛隊の実験区域のため、演習のない期間に限っての特別な調査許可を得て調査が行われた。その結果、1993年2月の調査において水深82メートルの海底で見つかった群生からの採取に成功し、ハオリムシの一種と確認された。新種として記載されたのは1997年である。

## 飼育･展示

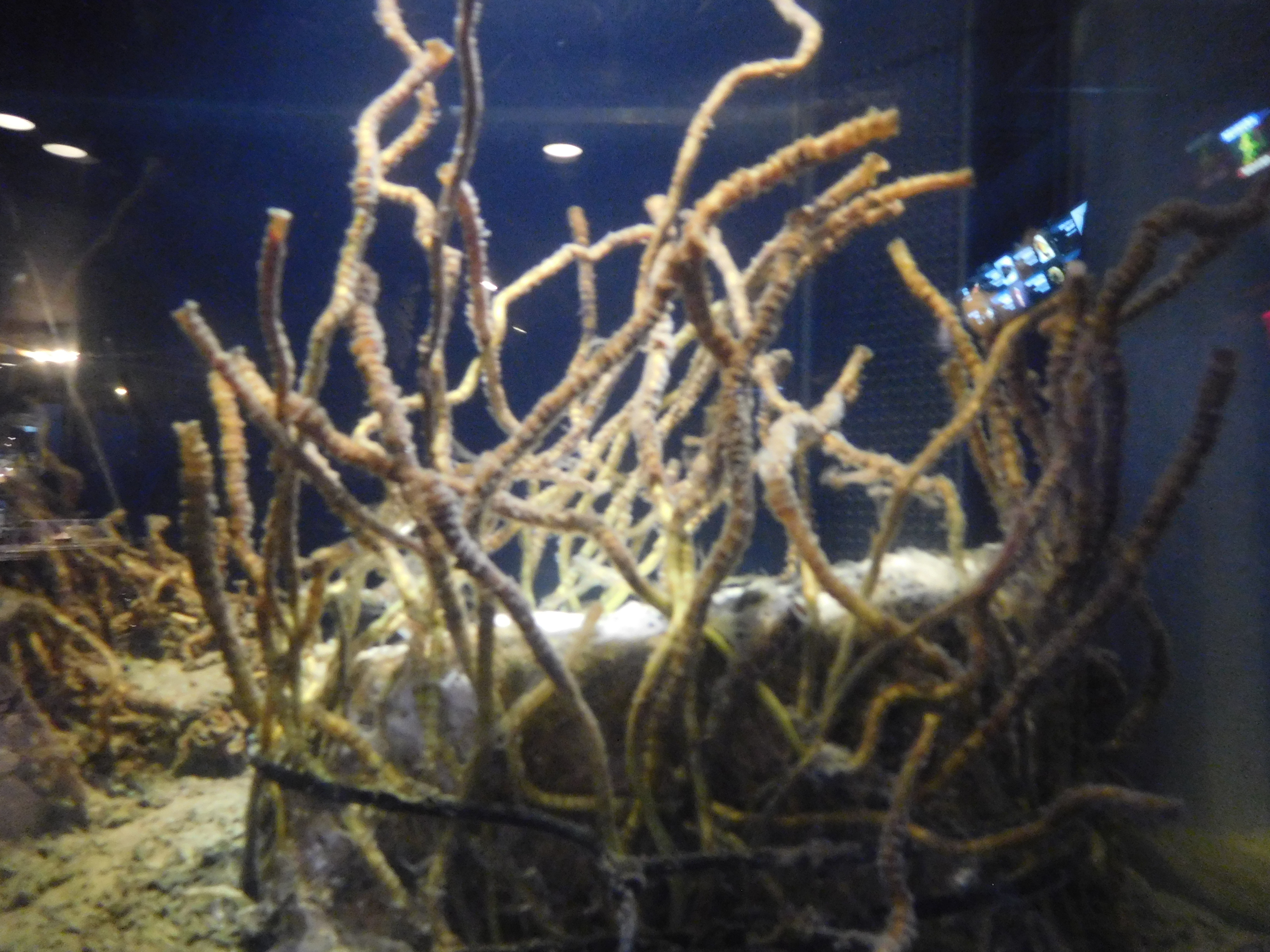
新江ノ島水族館のサツマハオリムシ

鹿児島大学では1993年に採集された個体の一部を生かしたまま実験室に持ち帰り、硫化ナトリウムを飼育海水に加えることで硫化水素を発生させる方法によって飼育に成功した。この技術を用いて世界で初めて飼育展示を行ったのはいおワールドかごしま水族館である。そのほか、新江ノ島水族館と名古屋港水族館でもサツマハオリムシの飼育展示を行っている。サツマハオリムシを棲管から透明な管に移し、観察しやすくする技術も開発されている。